# 哺乳胸罩

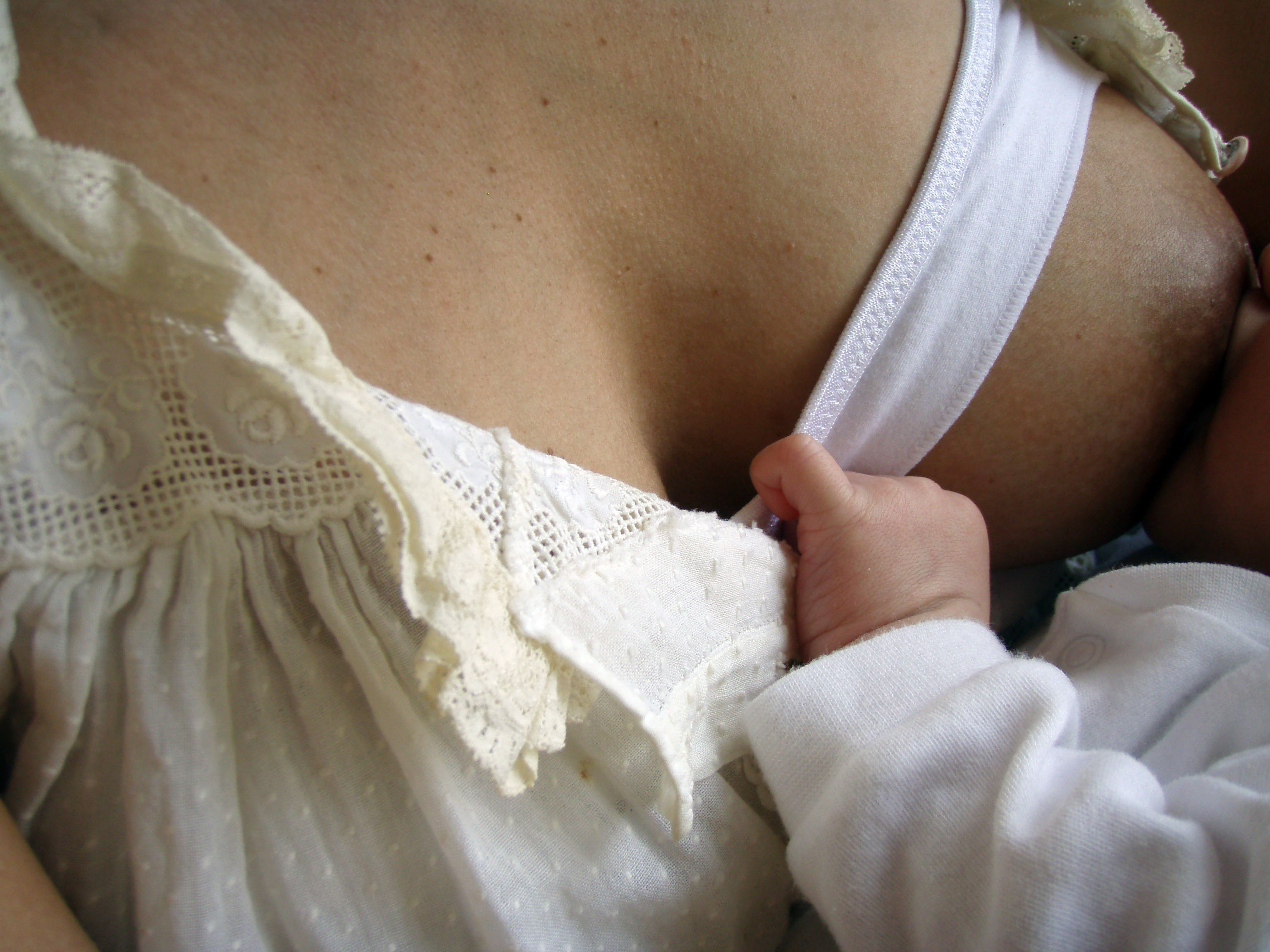
使用哺乳胸罩喂乳的妇女

哺乳胸罩是一种特殊的胸罩，方便哺乳期妇女在不脱下胸罩的情形下进行母乳喂养，可单手打开罩杯上的卡环或拉链，将罩杯面料移除或折向另一侧以露出乳头。
哺乳胸罩類似孕妇穿著的胸罩，會選用較大的罩杯，面料和加宽肩带可增强舒适性。其设计目的是支撐妇女哺乳期期间變大的乳房，并且方便喂乳。哺乳胸罩使母親在喂乳時可以更容易抱住婴儿，胸罩中可以置入胸垫吸附漏出的乳汁。在公众场合哺乳时，哺乳胸罩可以减少喂乳时的动作幅度，避免引起注意，同时哺乳胸罩可用各式各样的衣服配搭，不過大部份妇女會選擇適當的上衣，方便露出乳房餵養嬰兒。

## 哺乳胸罩的選擇
選擇一個合身的哺乳胸罩可能需要一些時間。穿載時和一般的胸罩一様，背帶需繞過婦女的背部，平行地面。胸罩需完全覆蓋乳房組織，乳房組織不會在手臂旁，罩杯上方或是下方露出。胸罩的面料需緊貼乳房，胸罩的底部邊緣需平貼婦女的胸膛，兩罩杯的中心需平貼婦女的胸骨。
對於哺乳期妇女而言，一般的胸罩無法提供乳房適當的支撐，也可能會壓迫乳房，因此不適合哺乳期妇女使用，使用一般胸罩也很不容易在要哺乳時移動胸罩來露出乳房哺乳，因為會壓迫乳房，造成乳腺堵塞或感染風險。有些女性在哺乳的時會穿著無罩杯的胸罩，外面再加上小背心，无袖衫或背心，以方便哺乳時可以露出乳頭。

### 懷孕期間胸罩的調整
女性在懷孕時體形會變化，下胸围會變大一至二號。平均八成的女性穿載不正確尺寸的胸罩，計畫要哺乳的女性可以由哺乳諮詢時同時得到正確胸罩尺寸的資訊。哺乳胸罩在邊緣及罩杯下方需有好的支撐，而且背帶最好寬一些。哺乳胸罩一般背帶上有四排的扣子，可以讓女性在一定程度內調整胸罩的大小。不過因為女性的母乳量會持續的變化，其乳房大小也會每天不同，專家哺乳胸罩選擇無鋼圈的胸罩，罩杯面料由棉及聚氨混紡，可以伸縮以適應乳房大小的變化。大部份會買二個或多個哺乳胸罩，以便替換使用。若是原先乳房較小，平常不穿載胸罩的女性，也可以選擇哺乳胸罩，支撐因懷孕期間較大的乳房，或是避免母乳漏出到其衣物中。

### 乳房大小的變化
女性的乳房在懷孕期間大約會增加一至兩個罩杯，也有可能超過兩個罩杯，在懷孕前是C罩杯的女性，在哺乳時有可能會需要F罩杯或是更大的尺寸。在嬰兒出生50至73小時後，婦女的乳房會開始有母乳注入，且之後乳房的變化會非常快。在開始哺乳後，乳房會顯著脹大，且會感到疼痛及脹痛。哺乳後乳房會再變大一至兩個罩杯，依照哺乳的頻繁與否及哺乳量的多少，乳房的大小每天可能會略有變化。在規律哺乳八至十二週後，乳房會漸漸縮小，可能只會比懷孕前多一個罩杯。
在哺乳時間，依婦女乳房的變化情形不同，可能會需要在哺乳後數週更換新的哺乳胸罩。在哺乳的前幾個小時，乳房尺寸可能一兩個小時就有不同。有一個巨乳症的婦女，在生產後乳房變大了三個罩杯。
大小適當的胸罩可以提供乳房適當的支持，幫助哺乳，避免因乳房腫脹或其他併發症造成婦女無法哺乳，對婦女的哺乳非常重要。若婦女的胸罩太緊，母乳的供應可能受阻，可能會有乳腺堵塞的情形。，若造成感染，可能會出現非常疼痛的乳腺炎。乳腺炎會影響婦女哺乳的意願及能力。

## 哺乳胸罩的種類
哺乳胸罩有越來越多不同的款式，例如軟罩杯胸罩、鋼圈胸罩及無縫胸罩等。有些哺乳胸罩也類似運動胸罩，讓哺乳的婦女在運動時可以更輕鬆。有些背心或是T裇也會加上哺乳胸罩，而且有些會附有软垫或是大号哺乳胸罩。有些專家不建議使用鋼圈胸罩來哺乳，因此會限制母乳的流動，而且會容易產生乳腺炎。大部份的哺乳胸罩都是白色的，不過現在顏色及様式的選擇越來越多，包括棕色、藍綠色、有花卉或是動物的圖案，上面也可能有蕾絲或絲帶。
不同的哺乳胸罩廠商會設計不同的方式可以將罩杯打開，方便哺乳，可能是利用扣子、卡扣或是勾子等。大部份哺乳胸罩的罩杯會固定在胸罩的上方和肩帶連接處。因此哺乳時可以將罩杯固定處鬆開，方便嬰兒吸奶。其他的設計包括固定點在胸罩的中間，罩杯上加拉鏈、或是罩杯用交叉設計，可以將乳房露出。專家建議在選擇哺乳胸罩時要試看是否可以一手打開胸罩的罩杯。有些設計強調用有伸縮性的纖維，可以將整個乳房上推，方便哺乳，可適用於胸部較小的婦女。
專家建議選用有彈性、吸水性好的哺乳胸罩，而且不會影響母乳在乳房內的流動。一般會建議用純綿或是綿及聚氨混紡，或是其他有彈性的材料。一般不建議穿戴哺乳胸罩睡覺，若是婦女的母孔容易在夜间漏出，且漏出量較多，可以穿較寬的背心。

## 胸罩和哺乳
選擇適當的哺乳胸罩可以幫助母親在不同的場合下都可以比較自在的哺乳。在一些國家中，即使完全裸露或幾近完全裸露的乳房常在海灘或是雜誌、電影中出現，但是對於公開哺乳可能仍有一些忌諱或是爭議。
例如中華民國立法院在2010年初審《公共場所母乳哺育條例》草案時，立委涂醒哲鼓勵在公眾場合哺乳，認為不需設立哺乳室，但因發言失當，質疑不敢公開哺乳的女性，因此造成爭議。而2014年在英國有70名母親為了抗議公開哺乳被歧視，而公開集體哺乳。

## 歷史

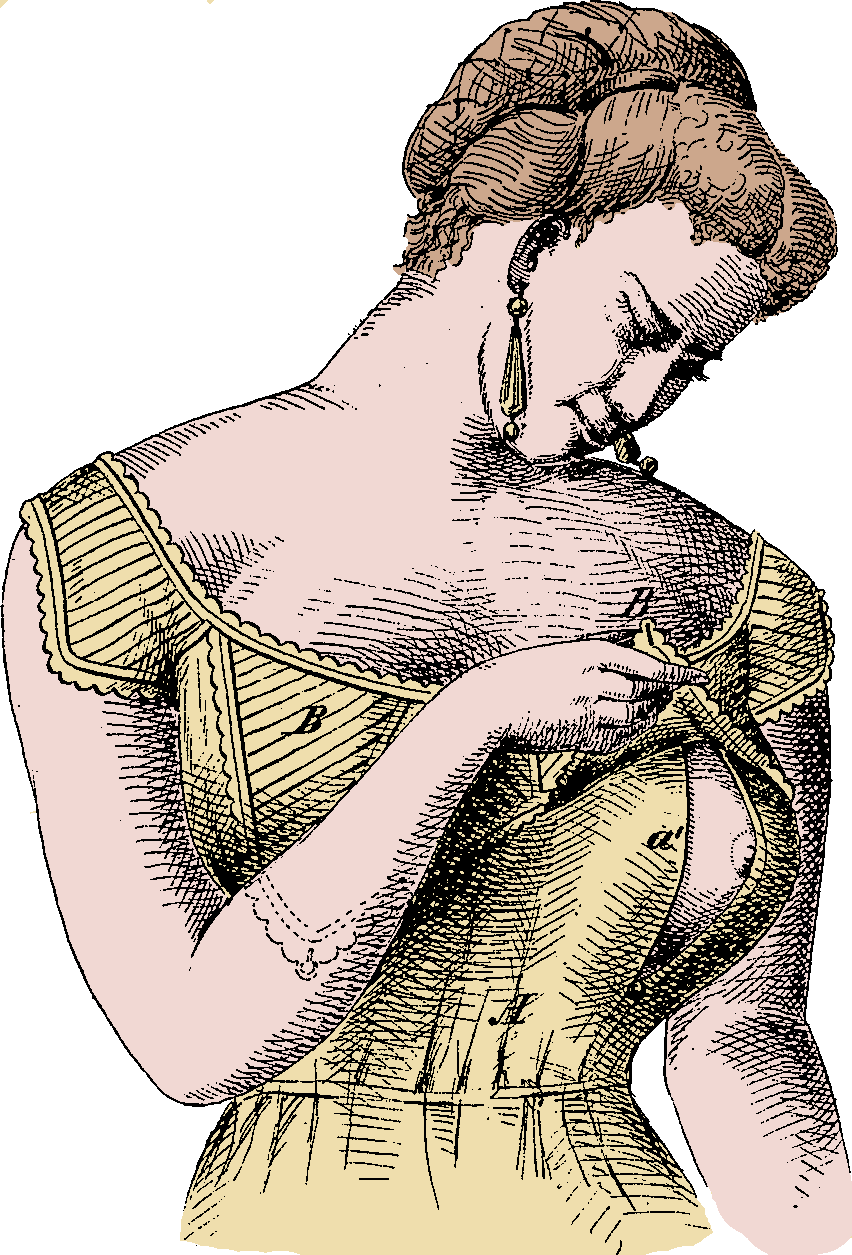
1872的哺乳衬裙，其胸口部份的布料可以取下一部份，方便哺乳

第一個哺乳胸罩的專利是在1943年由Albert A. Glasser申請。在二次世界大戰後的嬰兒潮使哺乳胸罩的市場大幅增加，不過當時哺乳胸罩的創新程度不多，市場由大規模的內衣公司主導，而他們的哺乳胸罩只是在胸罩上加一個夾子，方便調整罩杯的位置，可以哺乳。
哺乳胸罩的產業有包括像Wonderbra等傳統的胸罩廠商，也包括一些像Bravado Designs等較專門的廠商，這些廠商一起在市場上競爭。一些較專門廠商的胸罩是為了女性在哺乳時可能每數個小時其乳房大小就會變化的需求設計（而且其變化幅度可能大到一個罩杯）。另一家創新的廠商是Mary Sanchez，在1991年提出單手固定胸罩，以及罩杯尺寸動態調整的專利。
有些哺乳胸罩是針對需要用吸乳器將母乳吸出的女性，可以在不用手持吸乳器的情形下將母乳吸出。